# Juana Romani
Juana Romani, pseudonimo di Carolina Carlesimo (Velletri, 30 aprile 1867 – Suresnes, 13 giugno 1923), è stata una pittrice italiana, allieva e modella di Ferdinand Roybet e Jean-Jacques Henner.

## Biografia

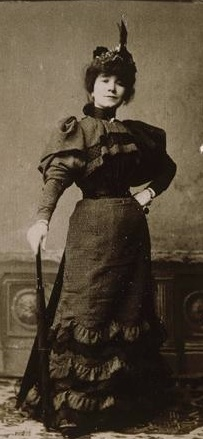
Juana Romani, dalla collezione Felix Potin

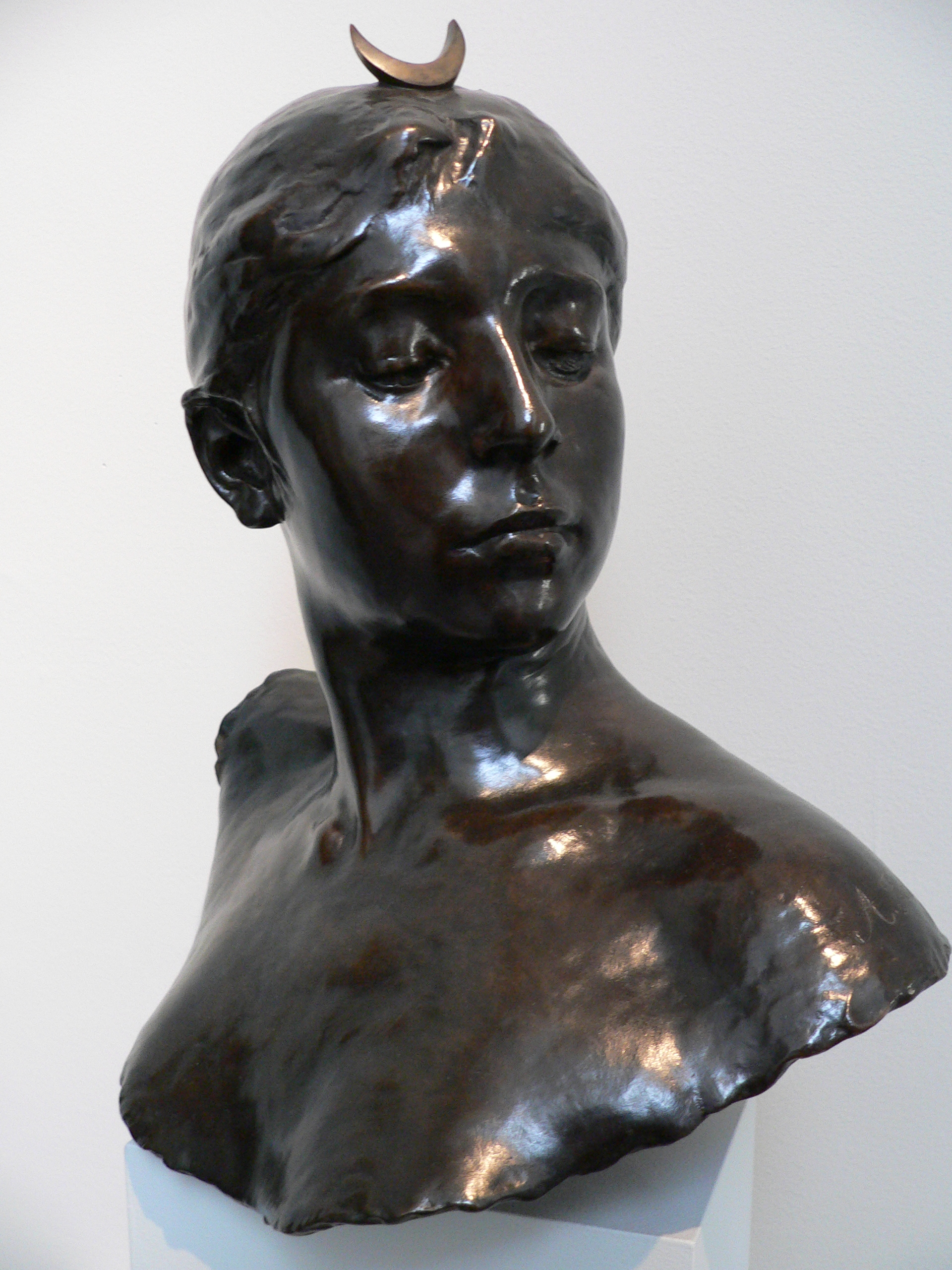
Diana, 1882, bronzo, Museo di Stanford, Stati Uniti d'America

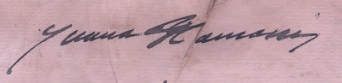
Firma autografa di Juana Romani

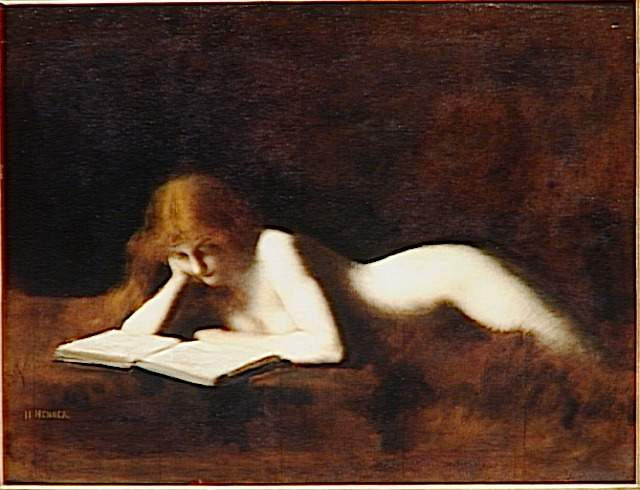
La Liseuse, Henner, Museo d'Orsay, Parigi

Nata a Velletri con il nome di Carolina Carlesimo, si trasferì a Parigi con il patrigno Temistocle Romani e la madre nel 1877. La famiglia si stabilì nel quartiere latino dove la bambina cominciò a posare per le grandi scuole d'arte. Ma la piccola Juana non era destinata ad occupare a lungo la posizione di modella. Fu Colarossi il giovane che per primo prese serio interesse nel talento della giovane fanciulla tanto che la invitò a disegnare nella accademia di cui era direttore. Posò per la Diana cacciatrice di Alexandre Falguière nel 1882, per Carolus-Duran, per Jean-Jacques Henner e per Ferdinand Roybet con il quale collaborò. All'età di diciannove anni, allo zenith del suo charm, “la Romani”, con tanto dispiacere dei suoi maestri, con decisione si ritirò dal piedistallo dei modelli per dedicare tutta se stessa esclusivamente alla propria arte. Cominciò ad esporre regolarmente ai saloni de "La Société des artistes français" dal 1888 al 1904 acquisendo notorietà anche come ritrattista di talento; si ricordano i ritratti della Principessa Joachim Murat, della Duchessa di Palmella, di M.lle Gibson, di M.me Prètet, di M.lle Guillemet, di M. Roger Gouri du Roslan, di M.me Hériot, della Contessa di Briche, di M.me de Lurcy, di M.lle Claire Lemaître. Fu bene accolta dalla critica; Louis Gonse ne "Le Monde moderne" nel 1896 scrive "Que cette jeune et sympathique artiste me pardonne de lui dire sans périphrases que je la trouve plus habile que M.Roybet lui-même". Accomunata dallo stesso destino della Camille Claudel fu internata in un manicomio dove morì nel 1924 nella più assoluta dimenticanza.

## Attività artistica
(Paul Armand Silvestre, Album Mariani, Juana Romani)
Quasi tutti i lavori della pittrice si trovano in Francia, in America, in Giappone e pochissimi a Velletri presso privati. Nel Museo di Lussemburgo, in quello di Mulhouse e in altre collezioni si conservano pregiati suoi lavori: celebre il ritratto della  Principessa Joachim Murat e il San Giovanni. All'Esposizione Universale di Parigi del 1889 fu premiata con la medaglia d'argento. Nel 1890 si applaude al Salone una Erodiade e una Ragazza con i gatti dove appare la capacità della pittrice di spaziare in forma e tematica dando due note differenti di stile; in successive mostre dal 1891 con opere come Giulietta  e una Maddalena e con le squisite immagini di Bianca Capello e di Manuella . I punti forti di M.lle Romani sono la maestria nel disegno delle forme e la sua padronanza del colore; spesso dipinge direttamente sulla tela senza disegno preliminare o di studio, e vende molte delle sue immagini prima che siano finite. Nella "Revue philomathique de Bordeaux et du Sud-Ouest" è scritto:" M.lle Juana Romani, élève de Henner et de Roybet, a pris à l'un son divine coloris, à l'autre sa verve et son large dessin"', dagli stessi ella apprese la tecnica della pâte savoureuse che, come precisato dalla rivista The Parisian Illustrated, solamente pochi artisti hanno la capacità di usare. La Romani non fa seri stereotipati ritratti ma dipinge quelli di cui non ci si stanca mai, pieni di vita e di espressione. Oltre a seguire i maestri a lei contemporanei coltivò interesse per altri autori collezionando opere di Eugène Delacroix, Rembrandt, Albrecht Dürer, Martin Schongauer, Luca da Leida, Nicolas Poussin e altri.

## Qualche opera
- Gitane, 1888
- Herodiade, 1890
- Judith, 1891
- Magdaleine, 1891
- Bianca Capello, 1892
- Manuella, 1892
- Giovanella, 1893
- Pensierosa, 1894
- Primavera, 1895
- Fior d'Alpe, 1896
- Desdemona, 1896
- Angelica, 1898
- Salomè, 1898, Musée d'Orsay, Parigi
- Mina da Fiesole, 1899

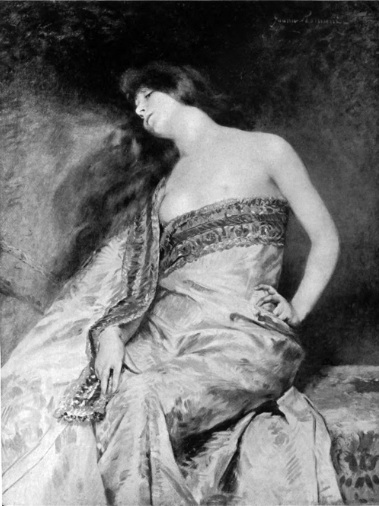
Reverie, anno incerto

- Temistocle Romani, 1901, collezione privata
- San Giovanni, 1901
- Portrait de M.lle la princesse Joachim Murat, 1902
- Tizianella, 1902

## Curiosità
- Il 21 ottobre 1901 la pittrice Juana Romani venne in visita ufficiale a Velletri. Aveva al suo seguito illustri personaggi dell'epoca: uno dei fratelli Lumière, che donò alla città un apparecchio cinematografico, il pittore Ferdinand Roybet, lo scultore Ernesto Biondi e il poeta Trilussa, che nella visita alla Cantina Sperimentale recitò alcune sue poesie. Alla Scuola d'Arte, la pittrice con il suo seguito fu ricevuta dal presidente, architetto Oreste Nardini, e dal direttore, prof. Edgardo Zauli Sajani.
- La Romani, visitata la Scuola d'arte e mestieri nel 1901, volle donare ben 5.000 lire alla scuola che era stata istituita nel 1876 dal prof. Antonio Ciancia, destinando gli interessi di quella somma ad un premio annuale per gli alunni più meritevoli. L'amministrazione della Scuola, riconoscente per tale atto benefico volle dare il nome della pittrice veliterna all'istituzione: e da allora la Scuola si chiamò "Scuola d'Arte Juana Romani". La Scuola Juana Romani ebbe il suo riconoscimento con il Regio Decreto 22 settembre 1905, che la erigeva in Ente Morale autonomo e ne approvava lo statuto: quello stesso già presentato dal Ministero all'Ufficio Comunale e dal Consiglio approvato all'unanimità nella suddetta seduta del 4 luglio 1904.